# Mosquito Bite
『Mosquito Bite』（モスキート バイト）は、[ALEXANDROS]の楽曲。通算17枚目のシングルとして、2018年7月18日にユニバーサルミュージックから発売された。

## 背景とリリース
前作『KABUTO』から約2ヶ月ぶりのシングル。CDは完全生産限定盤、通常盤の2形態で発売され、完全生産限定盤にはMosquito Aroma Bandが付属する。
映画『BLEACH 死神代行篇』の主題歌に表題曲「Mosquito Bite」が、挿入歌にカップリング曲「MILK (BLEACH version)」が起用されている。

## 収録曲
| 全作詞・作曲: 川上洋平、全編曲: [ALEXANDROS]。 | |          |            |      |
| #                                              | タイトル | 作詞     | 作曲・編曲 | 時間 |
| 1.                                             | 「Mosquito Bite」                                                                                                 | 川上洋平 | 川上洋平   | 4:06 |
| 2.                                             | 「MILK (BLEACH version)」                                                                                         | 川上洋平 | 川上洋平   | 2:05 |
| 3.                                             | 「Stimulator ("Premium V.I.P. Party 2017" live at Nippon Gaishi Hall)」                                           | 川上洋平 | 川上洋平   | 3:32 |
| 4.                                             | 「Grand Daddy~Dance With the Alien~Onion Killing Party ("Premium V.I.P. Party 2017" live at Nippon Gaishi Hall)」 | 川上洋平 | 川上洋平   | 4:54 |
| 5.                                             | 「ムーンソング ("Premium V.I.P. Party 2017" live at Nippon Gaishi Hall)」                                         | 川上洋平 | 川上洋平   | 4:49 |
| 合計時間:                                      | 合計時間: | 19:27    |            |      |

## 楽曲解説
Mosquito Bite
ワーナー・ブラザース映画配給映画『BLEACH 死神代行篇』主題歌。
この曲について川上は「最高なロックソングが完成しました。また新たにデビューした気分です」とコメントしている。
MILK (BLEACH version)
ワーナー・ブラザース映画配給映画『BLEACH 死神代行篇』挿入歌。
Stimulator ("Premium V.I.P. Party 2017" live at Nippon Gaishi Hall)
2017年7月2日に行われた「Premium V.I.P. Party 2017」日本ガイシホール公演での音源。
Grand Daddy~Dance With the Alien~Onion Killing Party ("Premium V.I.P. Party 2017" live at Nippon Gaishi Hall)
2017年7月2日に行われた「Premium V.I.P. Party 2017」日本ガイシホール公演での音源。
「Grand Daddy」「Dance With the Alien」「Onion Killing Party」のメドレー
ムーンソング ("Premium V.I.P. Party 2017" live at Nippon Gaishi Hall)
2017年7月2日に行われた「Premium V.I.P. Party 2017」日本ガイシホール公演での音源。